# Megachile caldwelli
Megachile caldwelli är en biart som beskrevs av Cockerell 1911. Megachile caldwelli ingår i släktet tapetserarbin, och familjen buksamlarbin. Inga underarter finns listade i Catalogue of Life.